# Idaea schaefferaria
Idaea schaefferaria là một loài bướm đêm trong họ Geometridae.